# Nonagria fraterna
Nonagria fraterna là một loài bướm đêm trong họ Noctuidae.